# Augusto Graziani (1865-1944)
Augusto Graziani (Modena, 6 gennaio 1865 – Firenze, 31 marzo 1944) è stato un economista italiano.

## Biografia
Nato a Modena nel 1865, da una famiglia di ebrei modenesi, studiò legge all'Università di Modena, dedicandosi particolarmente agli studi economici e ottenendo la laurea in giurisprudenza nel 1886. Ottenne la libera docenza in scienza delle finanze a Modena nel 1887, quindi la docenza all'università di Siena (dal 1887), e fu professore straordinario di scienza delle finanze e diritto finanziario presso l'Università di Siena dal 1890. Vincitore di concorso nel 1898, assunse la cattedra di scienza delle finanze della facoltà di giurisprudenza dell'Università di Napoli, dove, dal 1º gennaio 1899, fu ordinario di economia politica.
Aveva sposato Paolina Friedmann nel giugno 1891, in un matrimonio da cui nacquero due figli: Luisa e Alessandro Graziani, quest'ultimo giurista all'Università di Napoli. Suo nipote è Augusto Graziani, anch'egli economista.
Fu membro corrispondente dell'Accademia nazionale dei Lincei dal 1903 e socio ordinario dal 1913.
Si ritirò dall'insegnamento, per pensionamento, il 29 ottobre 1935, diventando professore emerito. Grazie a questo status, nel 1938, nonostante l'emanazione delle leggi razziali fasciste, poté conservare la capacità giuridica. Dopo l'8 settembre 1943, all'indomani dell'Armistizio di Cassibile, riparò in Emilia-Romagna. Morì a Firenze il 31 marzo 1944.

## Opere

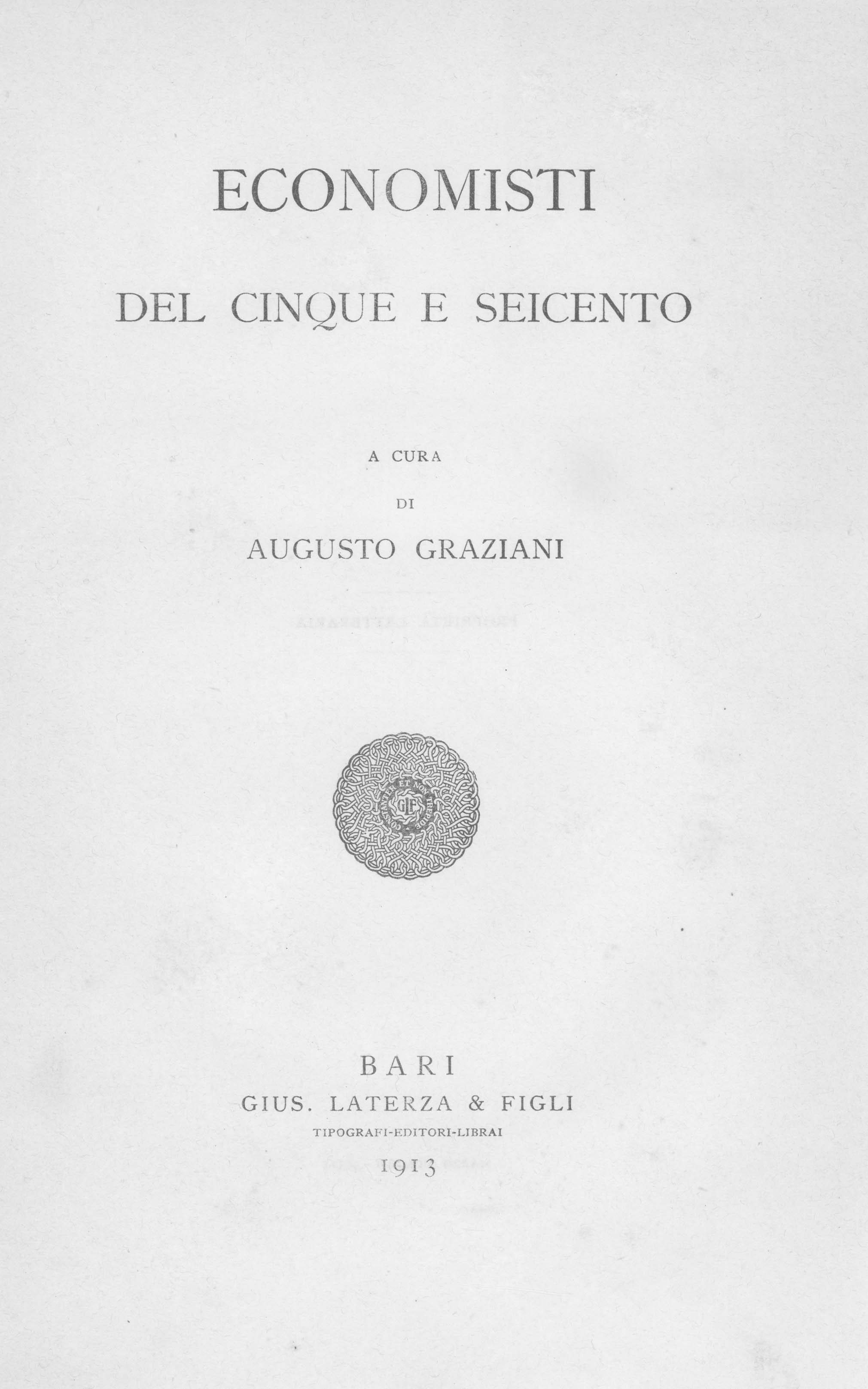
Economisti del Cinque e Seicento, 1913

- Di alcune questioni intorno alla natura ed agli effetti economici delle imposte (1889);
- Sulla teoria generale del profitto (1887);
- Storia critica della teoria del valore in Italia (1890);
- Sulle operazioni di borsa (1890);
- Istituzioni di scienza della finanze (1897);
- Studi sulla teoria dell'interesse (1898);
- Trattato di Economica politica (1904).